# Adana (imię)
Adana – żeńskie imię pochodzenia hebrajskiego o znaczeniu "ziemia". Obecnie rzadko jest nadawane.
W innych językach
- hiszp. – Adana (żeńska forma imienia Adam)